# 問田弘胤
問田 弘胤（といだ ひろたね）は、室町時代の末期から戦国時代にかけての武将。周防国を本拠とする守護大名大内氏の家臣で、その庶流問田氏当主。石見国守護代。

## 生涯
大内政弘に仕え、その奉行として活動した。また、父同様石見国守護代にも任じられた。
文明13年（1481年）に右田重政から送られた書状が残っている、同年には弘胤が文書を発給してもいる。
長享元年（1487年）に室町将軍足利義尚が近江国の六角氏征伐を行った際には、大内政弘の名代として弘胤が出陣した（長享の乱）。
永正4年（1507年）6月23日、畿内の最高権力者であった細川政元が永正の錯乱にて暗殺されると、同年末、大内義興は足利義尹を奉じて挙兵。備後鞆で越年した後、翌年4月末、弘胤は義興らとともに和泉国堺に到着。これによって大内氏らの勢力を味方につけ優勢となった細川高国が細川京兆家の家督を継いだ。6月には堺から京に入り、義尹は将軍職に復帰、大内義興は左京大夫・管領代・山城国守護職となった。
弘胤は在京中の永正6年（1509年）8月に、大内氏との縁も深い三条西実隆に、宝生流の新作猿楽「空蝉」の詞などの添削を依頼し、翌月に実隆から返事を貰ったことが三条西実隆の日記である「実隆記」に見える等、文化人としての一面もあったことがうかがえる。
永正8年（1511年）、播磨国守護職赤松義村の支援を受けた足利義澄・細川澄元派は、大規模な反攻作戦を開始した。細川澄元は逃亡先の阿波国から堺に上陸し、甲賀衆や河内国守護職畠山義英の援軍を得て京に進撃。赤松勢は摂津国に侵入して鷹尾城等を攻略、伊丹城へと迫った（芦屋河原の合戦）。同年8月、足利義稙、細川高国、大内義興ら義稙派は丹波国に退却して戦力の再編を行い、再度京へと侵攻した。これに対して義澄方は船岡山に陣取り、船岡山陣城を構築して迎え撃った。これが船岡山合戦である。この合戦で弘胤は船岡山攻略に向かい討死した。
家督は嫡男の問田興之（おきゆき、問田隆盛の父とされる）が継いだ。